# Landesstraße 1066
Die Landesstraße 1066 oder Staatsstraße 1066 ist eine für den Verkehr bedeutende, insgesamt ca. 115 km lange Landesstraße im nordöstlichen Baden-Württemberg, im westlichen Bayern eine Staatsstraße.
Die L 1066 bzw. St 1066 dient unter anderem als Autobahnzubringer zu den Bundesautobahnen 6 und 7. Ein ehemaliger Teilabschnitt der Bundesstraße 14 wurde ab Crailsheim zur Landesstraße 1066 zurückgestuft, der B 14-Abschnitt in Bayern bis Ansbach wurde zur Staatsstraße 1066 umgewidmet.
Im Westen beginnt sie oberhalb von Löwenstein an der Bundesstraße 39 und führt zunächst über Spiegelberg und durch das Tal der „Spiegelberger“ Lauter. Dort ist sie ein Teilstück der Idyllischen Straße. In Sulzbach an der Murr trifft sie im mittleren Murrtal auf die B 14 und vereint sich mit ihr für einige hundert Meter, worauf die B 14 in Sulzbach links abzweigt und bergauf über Mainhardt nach Schwäbisch Hall führt, während die hier vorfahrtberechtigte L 1066 nun wie die Bahnstrecke Waiblingen–Schwäbisch Hall-Hessental im oberen Murrtal nach Osten verläuft und weiterhin als Idyllische Straße ausgeschildert ist.
Der Abschnitt zwischen Sulzbach und Bartenbach, wo es einst einen kleinen Vergnügungspark namens Märchengarten oder Japangarten gab, wird zuweilen noch Märchenstraße genannt, ohne dass diese Bezeichnung etwas mit der Deutschen Märchenstraße zu tun hätte.
Während die Bahn hinter Murrhardt die Wasserscheide zwischen Murr- und Kocher-Zuflusssystem im Schanztunnel unterquert, überwindet die L 1066 das Hindernis darüber auf dem Pass Schanz. Jenseits in Fichtenberg wurde am 17. November 2010 die Ortsumfahrung freigegeben, womit die L 1066 aus dem Ortskern heraus an die Rot verlegt wurde. Seitdem umgeht die Trasse die beiden Bahnübergänge dort. Bei Unterrot erreicht die L 1066 das Tal des Kochers. Die kurze Nord-Süd-Verbindung bis Gaildorf ist als B 298 ausgeschildert, die Ortsdurchfahrt von Gaildorf als B 19.
Von Gaildorf aus führt die L 1066 bergauf nach Nordosten und über die Limpurger Berge nach Obersontheim, wo sie das Tal der Bühler quert, ehe sie über Frankenhardt die B 290 in Crailsheim erreicht.
Der Abschnitt von Crailsheim bis Aurach bei Ansbach war einst ein Teilstück der Bundesstraße 14. Nach Bau der A 6 in den 1980ern übernahm die A 6 zwischen Schwäbisch Hall und Aurach die überregionale Ost-West-Verbindung, die alte B-14-Trasse wurde zurückgestuft, von Crailsheim bis zur Landesgrenze bei Leukershausen zu einer Verlängerung der Landesstraße 1066, in Bayern entsprechend zur Staatsstraße 1066. Diese hat zunächst einen Anschluss an die A 7, bevor sie Feuchtwangen nördlich umgeht und dann bei Aurach auf die A 6 trifft. Die weitere 12 km lange Fortsetzung nördlich der Autobahn von der AS 50 Aurach bis einschließlich Hohenzollernring in Ansbach wurde erst am 1. Januar 2015 von B 14 zur Staatsstraße (1066) herabgestuft. Der Straßenzug von der B 13 in Ansbach bis Nürnberg und darüber hinaus ist weiterhin die B 14.
Die L 1066 wurde wegen mehrerer geplanter und realisierter Bauvorhaben, zum Beispiel 2011 durch das Regierungspräsidium Stuttgart und das Land Baden-Württemberg im Rems-Murr-Kreis und im Landkreis Schwäbisch Hall medial beachtet. Da der Zustand des Straßenbelages bei Murrhardt eine „Katastrophe“ war und die Geschwindigkeitsbegrenzung an manchen Streckenabschnitten wegen der schlechten Straßenverhältnisse von 70 km/h auf 50 km/h herabgesetzt werden musste, wurden die Schlaglöcher im Juli 2011 geflickt. Der Abschnitt Spiegelberg–Sulzbach wurde ab September 2011 saniert.

## Schwerlast- und Großraumtransporte

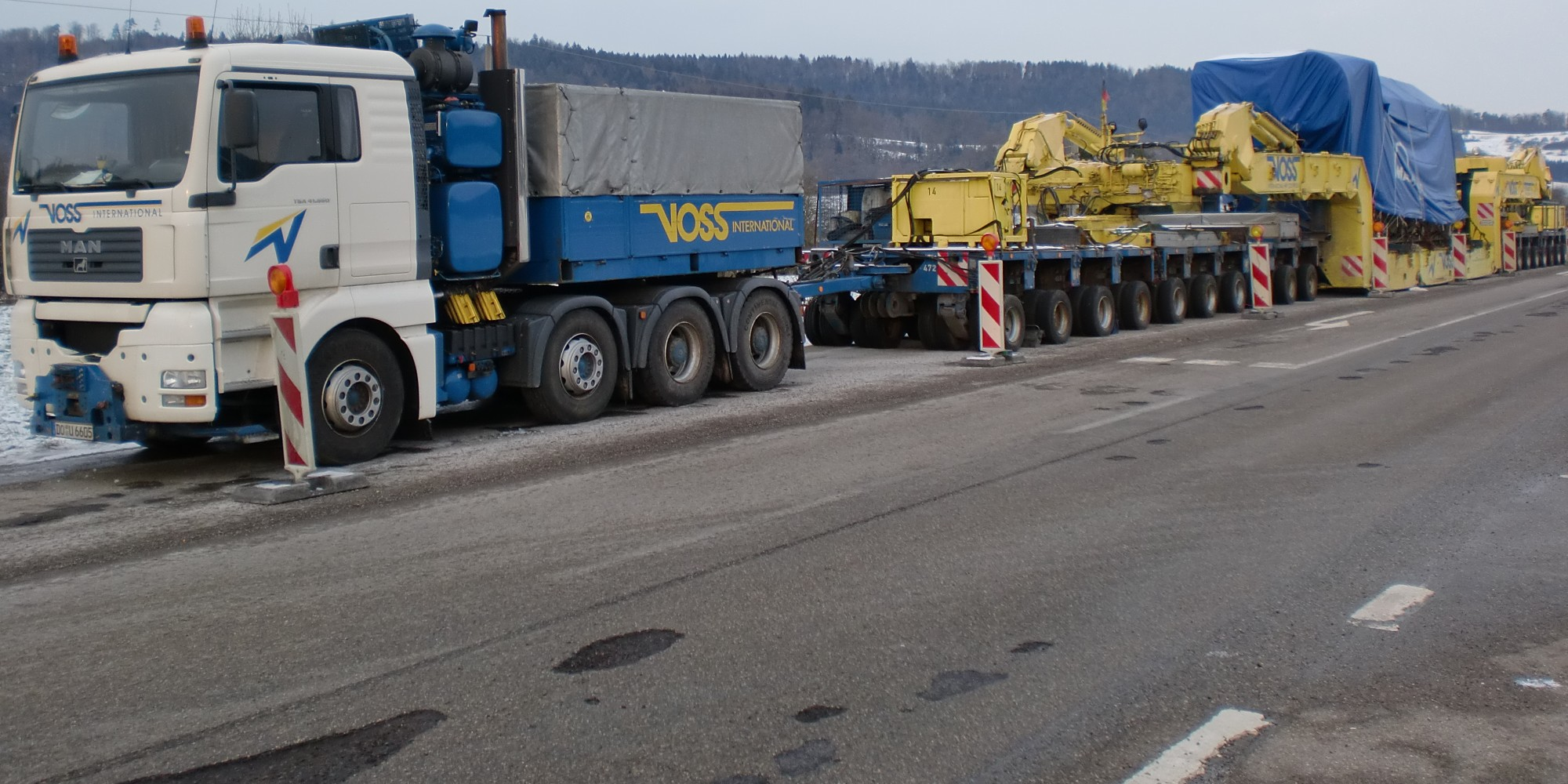
Im Dezember 2010 auf der Landesstraße 1066 bei Fornsbach abgestellter Schwertransport. Im Vordergrund Schlaglochschäden.

Die L 1066 im Landkreis Schwäbisch Hall ist Teil der in Baden-Württemberg ausgewiesenen Schwerlast- und Großraumtransportstrecke 1 zwischen Ravensburg bzw. Friedrichshafen und dem Neckar-Hafen Heilbronn. Die Anschlussstrecke 1c führt zur Landesgrenze Bayern bei Dischingen. Routinemäßig transportiert MAN Diesel Schiffsmotoren aus dem Werk Augsburg nach Heilbronn.
Die abschnittsweise sehr enge Ortsdurchfahrt Fichtenberg mit zwei Bahnübergängen war bis 2010 für den Schwerlastverkehr ein Hindernis. Anfang Februar 2010 befuhr nachts ein 267-Tonnen-Schwertransport mit einem 8 m breiten Autoklav-Ofen für den Bau des Großraumflugzeuges Airbus A350 auf dem Weg von Lauffen am Neckar nach Augsburg auch die L 1066 von Sulzbach/Murr bis Unterrot. Vor Fichtenberg wurde der Transport auf einem Teilstück der neuen Umgehungsstraße abgestellt, bis die beiden Bahnübergänge im Ort passierbar gemacht waren. Ende November 2010, kurz nach Freigabe der Fichtenberger Ortsumfahrung, wurde ein 390 Tonnen schwerer und 70 Meter langer Transport an der Rems-Murr-Kreisgrenze bei Fornsbach einige Tage lang aufgehalten, weil der Achsabstand des Lastzuges nicht der Genehmigung entsprach. Weil dieser Transport wegen des zu geringen Abstandes der insgesamt 20 modularen Achsen eine Brücke in Augsburg um vier Zentimeter absacken ließ, wurde im Dezember ein weiterer 70 Tonnen schwererer Transporter von der Polizei gestoppt und etwa anderthalb Wochen auf der L 1066 geparkt, bis die Fahrt auf einer Ausweichroute außerhalb des Rems-Murr-Kreises fortgesetzt werden konnte.